# Костшин (гмина)
Костшин (пол. Kostrzyn) — городско-сельская гмина (волость) в Польше, входит как административная единица в Познанский повет, Великопольское воеводство. Население — 14 919 человек (на 2008 год).

## Административный центр
В состав гмины входит город Костшин, который исполняет 
функцию её административного центра.

## Сельские округа
1. Бжезьно
2. Черлейнко
3. Черлейно
4. Джонзгово
5. Глинка-Духовна
6. Гултовы
7. Гвяздово
8. Ивно
9. Ягодно
10. Седлец
11. Седлечек
12. Секерки-Вельке
13. Скалово
14. Сокольники-Джонзговске
15. Струмяны
16. Тарново
17. Тшек
18. Венгерске
19. Викторово
20. Врублево

## Прочие поселения
1. Антонин
2. Бушкувец
3. Хожалки
4. Глинка-Шляхецка
5. Клёны
6. Лесьна-Гробля
7. Либартово
8. Луговины
9. Руйсца
10. Санники
11. Секерки-Мале
12. Сокольники-Клёновске